# Gornja Dubica
Gornja Dubica naseljeno je mjesto u sastavu općine Odžak u Federaciji Bosne i Hercegovine u Bosni i Hercegovini. Nalazi se oko 10 km sjeveroistočno od grada Odžaka. Krajolik omeđuju i oblikuju dvije rijeke – Bosna i Sava. Bosna dotječe s juga i ulijeva se u Savu koja struji sa sjevera. Planina Vučjak uokviruje ovo područje sa zapada. Krajolik je uglavnom ravničarski, a manjim dijelom močvaran i brežuljkast. Kroz župu Gornja Dubica prolazi regionalna cesta od Odžaka prema Bosanskom Šamcu.

## Stanovništvo
| Gornja Dubica      |                |                |                |
| godina popisa      | 1991.          | 1981.          | 1971.          |
| Hrvati             | 1579 (98,93 %) | 1492 (98,93 %) | 1418 (99,50 %) |
| Srbi               | 3 (0,18 %)     | 5 (0,33 %)     | 1 (0,07 %)     |
| Muslimani          | 0              | 1 (0,06 %)     | 0              |
| Jugoslaveni        | 3 (0,18 %)     | 5 (0,33 %)     | 0              |
| ostali i nepoznato | 11 (0,68 %)    | 5 (0,33 %)     | 6 (0,42 %)     |
| ukupno             | 1596           | 1508           | 1425           |

## Župa Gornja Dubica
Župa Gornja Dubica pripada Vrhbosanskoj nadbiskupiji i nalazi se u doborskom dekanatu s još četrnaest župa u tom dijelu Bosanske Posavine. Sjedište župe nalazi se u selu Gornja Dubica. Župna zajednica sastoji se od šest naselja: Gornja i Donja Dubica, Osječak, Papučija, Vojskova i Zorice. Prije Domovinskog rata imala je 5460 vjernika koji su živjeli u 1250 obiteljskih kuća. Jedna polovica izbjeglih vjernika vratila se do 2000. godine. Danas ih ima 1500 jer je godine 2001. od tadašnje župe odijeljeno Novo Selo i utemeljena nova župa. Pored župne crkve imaju još tri područne ili filijalne crkve.
Još u 16. i 17. st. na ovome se području postojale župe Vasiljevo Polje i Radunjevac. Također je u Modriči bio franjevački samostan i crkva sv. Ilije proroka. Za vrijeme rata Svete lige Velikog bečkog rata (1683. – 1698.) oni su porušeni, a njihovi vjernici prognani. Dubica je najstarija župa na ovom području. Nasljednica je stare matične župe Podvučjak koja je nastala u 18. st. nakon podjele velike samostanske župe imenom Velika (danas Plehan). Tako je Podvučjak obuhvaćao današnju župu G. Dubicu, Potočane, Svilaj, Odžak, Pećnik, Brusnicu, Posavsku Mahalu, Prud i Novo Selo.
Župa Podvučjak vodila je svoje matične knjige krštenih od 1748. godine. Zbog raznih problema za vrijeme turske vladavine župa je mijenjala svoje sjedište od Pećnika, preko Jakeša do Potočana. Dulje se vrijeme njezino posljednje sjedište nalazilo u Gornjoj Dubici sve do 1855. godine. Otada je dosadašnja župa Podvučjak podijeljena na dva dijela: na Dubicu kao matičnu župu koja zadržava sve župne matične knjige i na novu župu Potočane kao svoju prvu „kćer“.
Godine 1858. franjevci su osnovali prvu pučku školu u Dubici i držali u njoj redovitu nastavu. Tijekom vremena broj vjernika u župi Podvučjak (Dubica) kretao se ovako: 307 vjernika (1742.), 1270 (1761.), 2645 (1813.), 2409 (1877.), 4121 (1935.). Nakon popisa stanovništva koncem 19. st. župa G. Dubica obuhvaćala je sedam sela: Gornju i Donju Dubicu, Balegovac (današnje Novo Selo), Mrku Adu, Prud, Vlašku Malu (današnja Posavska Mahala), Vojskovu i Zorice. U tim selima bilo je 574 nastanjenih kuća u kojim je ukupno živjelo 3080 ljudi. U lipnju 1992. godine sve je katoličko i muslimansko stanovništvo u regiji moralo pred velikosrpskom ratnom agresijom pobjeći u susjednu Hrvatsku ili dalje u zemlje zapadne Europe (uglavnom Njemačku, Austriju i Švicarsku). Poslije potpisivanja Daytonskog sporazuma (1995.g.) pojedinci su se počeli vraćati u svoje razorene kuće. Svetkovina sv. Josipa 1996. godine slavljena je na ruševinama stare župne crkve u G. Dubici. Prva sveta misa nakon rata kojom je označen početak organiziranoga povratka stanovništva i obnove njihova zavičaja. Broj vjernika značajno se smanjio kako zbog ratnog progona tako i zbog kasnije diobe župe. Početkom 2011. godine župa je imala 557 naseljenih kuća u kojim je stalno živjelo 1482 vjernika.

## Spomenici i znamenitosti
- Spomenik preminulima u Drugom Svjetskom i Domovinskom ratu s popisom stradalih i molitvom: U spomen i zahvalu našim stradalnicima iz II. svjetskog rata 1941–1945 / "Duše su pravednika u ruci Božjoj" / U spomen i zahvalu našim stradalnicima iz Domovinskog rata 1992–1995

- Crkva sv. Josipa, izgrađena nakon što je stara srušena bombardiranjem iz Domovinskog rata.

- Stadion kluba NK "Mladost" Gornja Dubica, koji je zapušten i više se ne koristi za klupske potrebe. U njemu se za vrijeme godišnjeg Jesenjskog sajma organizira izložba raznih poljoprivrednih vozila za prodaju[nedostaje izvor]

## Sport
- NK Mladost Gornja Dubica